# NGC 7395
NGC 7395 é uma galáxia lenticular (S0) localizada na direcção da constelação de Lacerta. Possui uma declinação de +37° 05' 18" e uma ascensão recta de 22 horas, 51 minutos e 02,8 segundos.
A galáxia NGC 7395 foi descoberta em 21 de Agosto de 1873 por Édouard Jean-Marie Stephan.